# خضر بن شلال العفكاوي
الشيخ خضر بن شلال بن حطّاب الباهلي آل خدّام العفكاوي النجفي (1180 هـ - 1255 هـ). هو رجل دين وفقيه ومرجع شيعي عراقي. ويُشتهر ضمن ما يُشتهر به أنهُ صاحب فتوى استثنائية في الشعائر الحسينية وبالأخصّ شعيرة التطبير (إسالة الإدماء) حيث أنّه تفرّد بالقول باستحباب إقامة الشعائر الحسينية مع العلم بوقوع الضرر الشديد؛ بل وحتى مع العلم بأن المُقيم للشعيرة تُزهق روحه في ساعتها.(1) حيث أن المشهور بين مراجع الشيعة استحباب إقامة الشعائر الحسينية إلّا أن تُسبّب إزهاقاً للروح أو إتلافاً لأحد أعضاء بدن الإنسان. وابن شلّال محل توثيق من ترجموا له من مشايخ الشيعة ورجالييهم؛ فمنهم: عباس القمي،(2) وجعفر آل محبوبة،(3) وآغا بزرگ الطهراني،(4) وغيرهم.

## ولادته وأسرته
ولد في مدينة عفك في حدود عام 1180 هـ (الموافق لعام 1766 م)، وإليها نُسب.
ينتسب ابن شلّال إلى آل خدام، وهم فخذ من آل شيبة الذين هم من باهلة، وينقل صاحب أعيان الشيعة عن بعض المصادر أن آل شيبة قبيلةٌ من عفك باهلة، والعفكاوي نسبة إلى عفك بعين مهملة مكسورة وفاء مفتوحة وتُسَكَّن عند النسبة، وكاف قبيلة من الأعراب بين البصرة وبغداد، واسم بلد وهم يلفظون كافها جيما فارسية.

## في النجف
هاجر من عفك إلى النجف للالتحاق بالحوزة العلمية، فدرس فيها حتى أكمل العلوم العربية وحضر الدروس العالية على مشايخ عصره، وكان من تلامذة جعفر كاشف الغطاء، كما تتلمذ عند موسى آل محبوبة ومن بعده عتد أخيه علي آل محبوبة.

## مؤلفاته
| - التحفة الغروية في شرح اللمعة الدمشقية. يقع هذا الكتاب في عدّة مجلدات، وهو شرحٌ على كتاب اللمعة الدمشقية لمؤلّفه زين الدين بن علي الجبعي العاملي إلى آخر باب الحج. - أبواب الجنان وبشائر الرضوان. في الزيارات وأعمال السنة وسائر الأحراز والأدعية. - جنة الخلد. ذكر هذا الكتاب عمر كحالة في معجمه، كما ذكره آغا بزرگ الطهراني في ذريعته واصفاً إياه بالتالي: ”رسالة عملية مرتبة على مطلبين؛ أولهما في أصول الدين، وثانيهما في فروعه من الطهارة إلى آخر الصلاة“. أي أن هذا الكتاب هو الرسالة العملية المُوجّهة لعمل المُقلّدين. - معجز الإمامية. ذكره آل محبوبة بعنوان سحر الإمامية. - الأدعية. - هداية المسترشدين. - نجم الهداية. هو شرحٌ على كتاب هداية المسترشدين. | - مصباح المتمتع في مناسك حج التمتع. - إجازة المولى عبد الكريم الكرماني. إجازة في الرواية لتلميذه عبد الكريم الكرماني. - عصام الدين. - مصباح الحجيج. - مصباح الرشاد. - المزار. أفرده الطهراني في الذريعة مُستقلاً عن كتاب أبواب الجنان، إلّا أن بعض المصادر الأخرى تُشير إلى أن المزار أو مزار الشيخ خضر هو اسمٌ متداول لكتاب أبواب الجنان وليس كتاباً آخر. |

## وفاته
توفيّ سنة 1255 هـ في النجف، وقد دفن فيها، وكان قبره مشهوراً ومعروفاً ويُزار، وكان مدفنه في داره في محلّة العمارة، وينقل صاحب ماضي النجف وحاضرها عن قبره: ”وله مرقدٌ ظاهرٌ مشهور يُزار ويُتبرّك به عند ابتداء شارع السلام مقابل مدرسة الحاج ميرزا حسين الخليلي الكبيرة يقرأ له الفاتحة الرائح والغادي“. إلا أنهُ حين نُفّذ مشروع مدينة الزائرين عام 1409 هـ (الموافق لعام 1989 م) هُدم قبره، ثم نقلت رفاته إلى وادي السلام، وشيدت مقبرة جديدة له.
ولم يُعقّب بعده إلا بنتاً واحدة تزوّجت سلمان بن هاشم الرفيعي؛ وأنجبت منه: عزيز، وكريم، وهاشم.

## الهوامش
- 1 - رأيه موجود في كتابه أبواب الجنان ونصّه هو: ”الذي يستفاد من مجموع النصوص ومنها الأخبار الواردة في زيارة الحسين المظلوم ولو مع الخوف على النفس يجوز اللطم والجزع على الحسين كيفما كان حتى لو علم بأنه يموت في نفس الوقت“.[20] وهناك من وافقه على رأيه هذا كعبد الحسين الأميني؛ إلّا أن المشهور بين فقهاء الشيعة هو استحباب إقامة الشعائر الحسينية دون أن تُؤدّي إلى إزهاق الروح.
- 2 - ذكره عباس القمي في كتابه الفوائد الرضوية قائلاً عنه: ”عالمٌ فاضل جليل، وفقيه نبيه نبيل، ومحدث ماهر“.
- 3 - ذكره جعفر آل محبوبة في كتابه ماضي النجف وحاضرها قائلاً عنه ما نصّه: ”كان عالماً عاملاً، فقيهاً أصولياً، ثقةً عدلاً صادقاً، صافي القلب خَيِّراً دَيِّناً ورعاً زاهداً عابداً“.[4]
- 4 - قال عنه آغا بزرگ الطهراني: ”كان من أهل التقى في عصره، وأبرزهم في الزهد والصلاح وسلامة الباطن“.